# 1863 Antinous
1863 Antinous è un asteroide Apollo del diametro medio di circa 2,1 km. Scoperto nel 1948, presenta un'orbita caratterizzata da un semiasse maggiore pari a 2,2589072 au e da un'eccentricità di 0,6061952, inclinata di 18,39884° rispetto all'eclittica.
L'asteroide è dedicato a Antinoo, il primo dei Proci ucciso da Ulisse.